# Enrica Piccoli
Enrica Piccoli (Castelfranco Veneto, 19 gennaio 1999) è una nuotatrice artistica italiana.

## Carriera
Enrica Piccoli ha fatto parte della squadra dell'Italia ai I Giochi europei che si sono svolti nel 2015 a Baku, in Azerbaigian, ottenendo il quarto posto sia nella gara a squadre sia nel libero combinato. L'anno successivo ha disputato i suoi primi Europei giovanili; in seguito, agli Europei juniores che si sono svolti a Belgrado nel 2017, ha vinto la medaglia di bronzo con la squadra e ottenuto il quinto posto nel singolo.
Ha partecipato ai Mondiali di Budapest 2017, piazzandosi al quinto posto con la nazionale italiana nel programma libero della gara a squadre. Componente titolare, agli Europei Glasgow 2018 ha conquistato la medaglia d'argento nel libero combinato e due terzi posti nei programmi libero e tecnico della gara a squadre.
Enrica Piccoli ha fatto parte della squadra italiana che ai Mondiali di Gwangju 2019 ha conquistato la prima storica medaglia iridata a squadre classificandosi seconda nell'highlight, routine di nuova introduzione nei campionati, dietro l'Ucraina e davanti alla Spagna.

## Palmarès
- Mondiali

Gwangju 2019: argento nell'highlight.
Budapest 2022: argento nell'highlight, bronzo nella gara a squadre (programma tecnico) e nel libero combinato.
Fukuoka 2023: argento nella gara a squadre (programma tecnico).
Singapore 2025: argento nel duo libero.
- Europei

Glasgow 2018: argento nel libero combinato, bronzo nella gara a squadre (programma tecnico e libero).
Roma 2022: argento nel libero combinato, nell'highlight, nella gara a squadre (programma tecnico e libero).
Funchal 2025: oro nel duo libero, argento nel solo libero.
- Giochi europei

Cracovia 2023: argento nella gara a squadre (programma tecnico) e nella gara a squadra (programma libero), bronzo nella routine acrobatica.
- Europei giovanili

Belgrado 2017: bronzo nella gara a squadre.

### Coppa del Mondo
- 1 podio:
  - 1 vittoria (1 nella gara individuale)

#### Coppa del mondo - vittorie
| Data           | Luogo    | Paese  | Disciplina  |
| -------------- | -------- | ------ | ----------- |
| 13 aprile 2025 | Soma Bay | Egitto | Solo libero |